# Marmagne (Côte-d'Or)
Marmagne é uma comuna francesa na região administrativa da Borgonha-Franco-Condado, no departamento de Côte-d'Or. Estende-se por uma área de 12,77 km². Em 2010 a comuna tinha 210 habitantes (densidade: 16,4 hab./km²).